# Lurie Garden
Pour les articles homonymes, voir Garden.

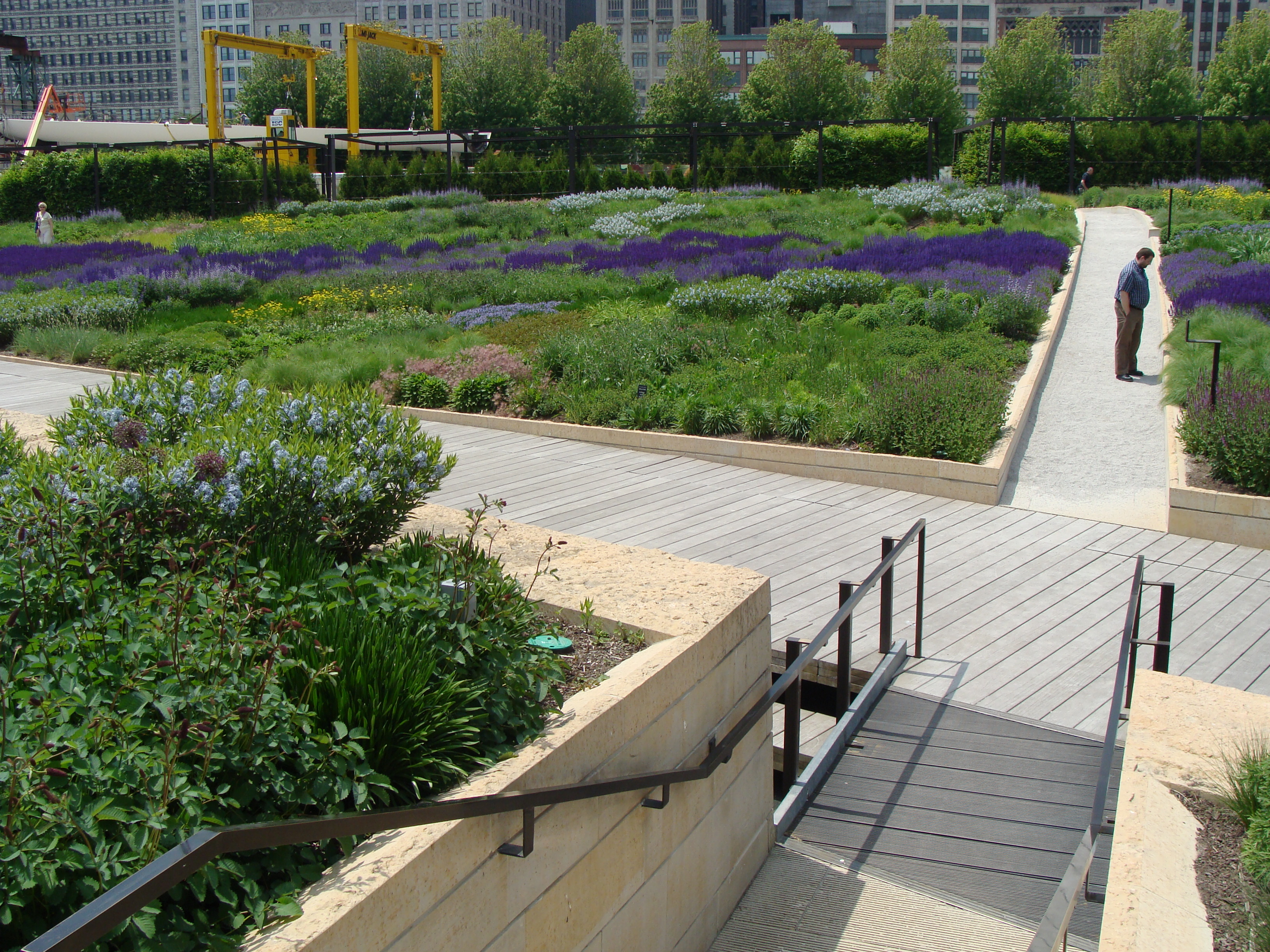
Vue partielle du Lurie Garden.

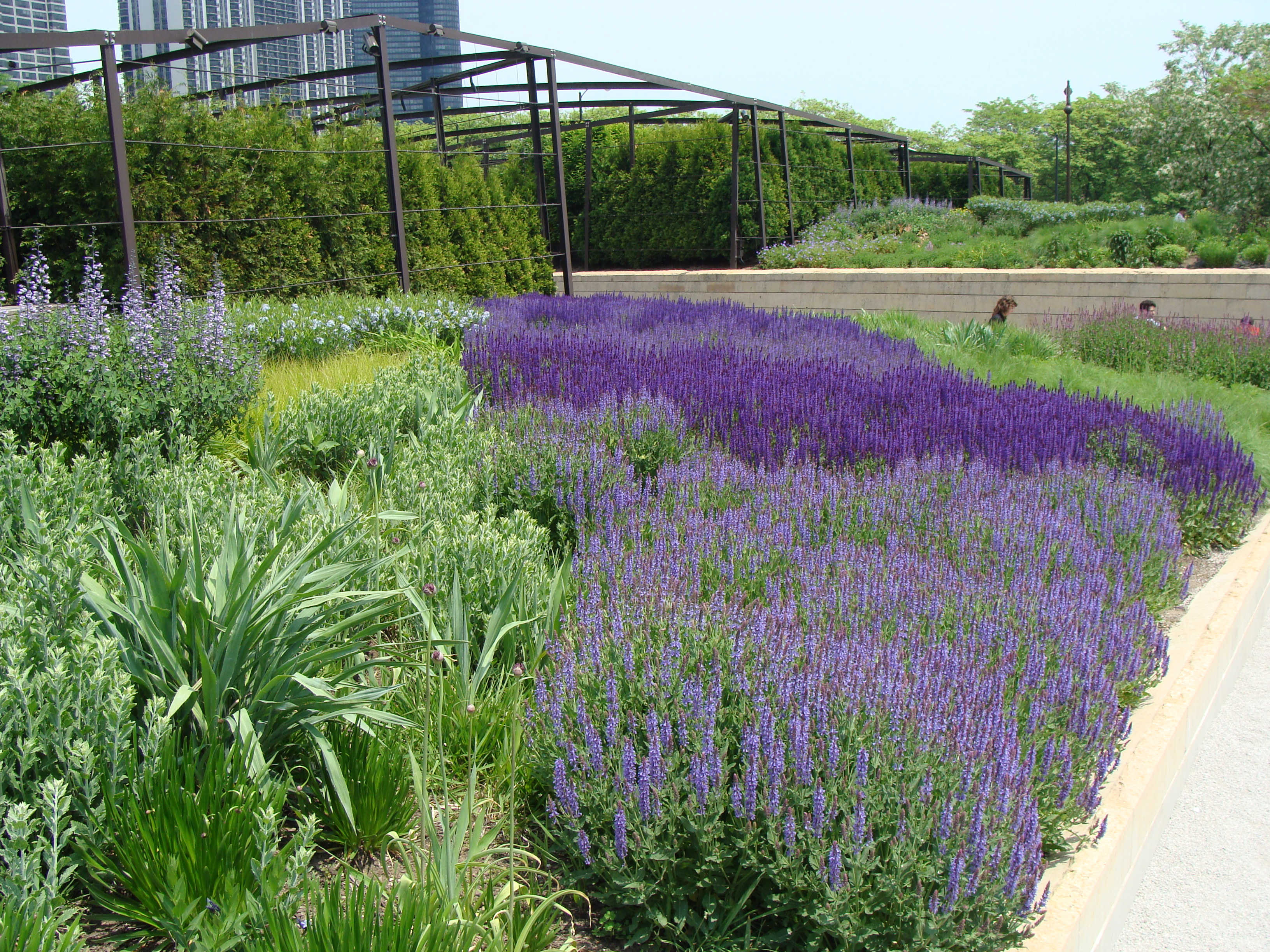
Autre vue du Lurie Garden.

Le Lurie Garden est un jardin botanique de 10 000 m2 situé à l'extrémité sud du Millennium Park dans le secteur communautaire du Loop à Chicago (Illinois, États-Unis). Conçu par Kathryn Gustafson, Piet Oudolf, et Robert Israël, le Lurie Garden est ouvert au public le 16 juillet 2004 et fut nommé en hommage à Ann Lurie, principale donatrice du projet. Les plantations du Lurie Garden sont très variées et se composent de plantes vivaces, de bulbes, de graminées, d'arbustes et d'arbres.

## Présentation
Le Lurie Garden se targue d'être le plus grand jardin public du monde à se trouver en plein cœur d'une mégapole. Les travaux pour l'aménagement du jardin ont coûté 13,2 millions de dollars à la ville de Chicago. 10 millions de dollars ont été donnés par Ann Lurie, une philanthrope de Chicago, pour l'entretien du parc.
Situé entre le lac Michigan à l'est et le quartier du Loop à l'ouest, Grant Park est depuis le milieu du XIXe siècle le principal parc de Downtown Chicago. Le Lurie Garden se trouve à l'angle nord-ouest du Millennium Park, juste au nord de Monroe Street (où se trouve l'Art Institute of Chicago), à l'est de Michigan Avenue, au sud de Randolph Street et à l'est de Columbus Drive. À son emplacement actuel se trouvait la cour de triage de la compagnie de chemin de fer de l'Illinois Central Railroad et des places de stationnements, qui furent rasés en 1997 pour laisser place au Millennium Park. Aujourd'hui, le Millennium Park est la seconde attraction touristique de Chicago après la jetée Navy (Navy Pier).
Le Lurie Garden jouit de toute sa splendeur de début juin jusqu'à la mi-septembre. Ce n'est pas un jardin botanique à but scientifique et se revendique plutôt comme un jardin public. Ainsi, il n'utilise pas de système d'étiquetage pour les plantes. La partie sud du jardin est entièrement composée de plantes vivaces. Les administrateurs n'ont pas l'intention d'y intégrer des annuelles, qui survivent rarement durant les hivers rigoureux de Chicago. Environ 60 % des plantes vivaces sont originaires des différentes régions de l'État de l'Illinois.